# St. Regis Chicago
St. Regis Chicago je mrakodrap v americkém Chicagu. Nachází se v ulici East Wacker Drive ve čtvrti Lakeshore East na břehu Chicago River. Je vysoký 365 metrů a má 101 podlaží. Celková podlahová plocha dosahuje 131 400 m². Při stavbě bylo použito 88 000 m³ betonu.
Mrakodrap byl postaven v letech 2016–2020 a slavnostní otevření proběhlo 19. května 2023. Projektovala ho ve svém ateliéru Studio Gang Architects Jeanne Gangová, která je také autorkou sousední budovy Aqua. St. Regis Chicago je nejvyšší budova na světě, která kdy byla navržena ženou. Tvoří ji tři různě vysoké věže, 83. patro je otevřené, aby zmírnilo nápory větru na stavbu. Optická iluze, vzbuzující dojem zvlněné siluety, je přirovnávána ke Sloupu nekonečna Constantina Brâncușiho.
Budova byla postavena pro realitní firmu Magellan Development Group, která projekt financovala spolu s čínskou společností Wanda Group, nesla proto původně název Wanda Vista Tower. Od roku 2020 je vlastnictvím hotelového řetězce St. Regis Hotels & Resorts (součást Marriott International), což vedlo ke změně názvu. Náklady na stavbu přesáhly miliardu amerických dolarů.
Dolních deset pater slouží jako pětihvězdičkový hotel se 192 pokoji. Zbytek je využíván k bydlení a vzniklo zde 393 luxusních kondominií. V budově se nacházejí dvě restaurace firmy Lettuce Entertain You Enterprises, jedna je zaměřena na japonskou a druhá na italskou kuchyni. Součástí komplexu je také bazén, sauna a posilovna.